# Hisonotus aky
Hisonotus aky (Гісонотус зелений) — вид риб з роду Hisonotus родини Лорікарієві ряду сомоподібні.

## Опис
Загальна довжина сягає 4 см. Спостерігається статевий диморфізм: самиці трохи більші за самців. Голова доволі велика. Очі маленькі. Морда майже округла з маленькими одонтодами (шкіряними зубчиками). Вуси короткі. Верхня щелепа трохи довша за нижню. Тулуб стрункий, вкритий (разом з черевом) дрібними кістковими пластинками. У самців плавці довші. Спинний плавець витягнутий назад, торкається тіла. Грудні плавці довгі з 1 жорстким променем. На задньому краї шипа присутні зазублини. Черевні плавці значно поступаються грудним. Жировий плавець відсутній. Анальний плавець маленький. Хвостовий плавець добре розвинений, широкий, з виїмкою.
Має смарагдове забарвлення. Тулубом і плавцями розкидані темні плями, які більш численні у самців. Хвостовий плавець з темними поздовжніми смугами.

## Спосіб життя
Є бентопелагічною рибою. Зустрічається у струмках зі швидкою течією, перед та позаду водоспадів, з піщано-гравійним дном. Активний вдень. Живиться синьо-зеленими і діатомовими водоростями.

## Розповсюдження
Мешкає у басейні річки Уругвай (Аргентина).